# آیشنبرگر باخ
آیشنبرگر باخ (به آلمانی: Eichenberger Bach) یک رود در آلمان است که در بایرن واقع شده‌است.